# Yu-Gi-Oh! R
Yu-Gi-Oh! R (遊☆戯☆王R Yūgiō R), je manga koja je spinoff (omašak) originalne Yu-Gi-Oh! franšize. Yu-Gi-Oh! R u Japanu izlazi u mjesečniku V-Jump u izdanju Shueishe. Mangu crta Akira Itou. Yu-Gi-Oh! R ima alternativnu radnju koja se odvija nakon poraza Marika Ishtara.

## Radnja
U tom se stripu Yugi bori protiv dvoje Pegazovih štićenika koji žele osvetu nad Yugijem jer je Pegaz umro nakon iscrpljujuće igre protiv Yugija u Igri sjena. Pegazov štićenik kojemu je um potpuno pomućen nakon Pegazove smrti, zarobi Teu i izaziva Yugija da ju pokuša vratiti. 
Radnja se odvija u Kaiba Corpu kojeg su braća Gekou i Jakou zauzeli i time razljutili Seta Kaibu koji se zbog te prilike vratio iz Amerike kako bi stavio svoju tvrtku na mjesto. Yugi, Joey i Tristan moraju proći pored 13 profesora dvoboja koji odsjedaju na svakom pojedinom katu zgrade i time povratiti Teinu dušu zarobljenu u obličju karte "Dvoboja čudovišta". Ipak, Yugi na tom izazovu dobiva novog saveznika, Jakoa, koji će mu se pridružiti u borbi protiv svog, još uvijek zaluđenog, brata Gekoa, u nadi da urazumi svog brata i vrati ga u normalu.